# Višegrad
Pour les articles homonymes, voir Visegrad.
Višegrad (en serbe cyrillique : Вишеград) est une ville et une municipalité de Bosnie-Herzégovine située à l'est de la république serbe de Bosnie. Selon les premiers résultats du recensement bosnien de 2013, la ville intra muros compte 5 869 habitants et la municipalité 11 774.
Višegrad est célèbre pour son pont, décrit dans le roman du prix Nobel de littérature Ivo Andrić, Le Pont sur la Drina (На Дрини Ћуприја ou Na Drini Ćuprija). À proximité de Višegrad, se trouve le village orthodoxe de Sokolovići, lieu de naissance de l'un des plus grands vizirs de l'Empire ottoman : Mehmed pacha Sokolović, qui est à l'origine de la construction du pont. Ce pont, appelé pont Mehmed Pacha Sokolović, a été classé par l'UNESCO sur la liste du patrimoine mondial le 28 juin 2007.

## Géographie
Višegrad est située sur la Drina, près de la frontière entre la Bosnie-Herzégovine et la Serbie.

## Histoire

### Histoire ancienne
La nécropole de Grebnice (bs) et la Nécropole de Mramorje (Kaoštice) (bs) attestent l'occupation ancienne du site : tumulus préhistorique, et stecci.
Les ruines de la forteresse de Greben signalent l'importance stratégique de la région.

### Période ottomane

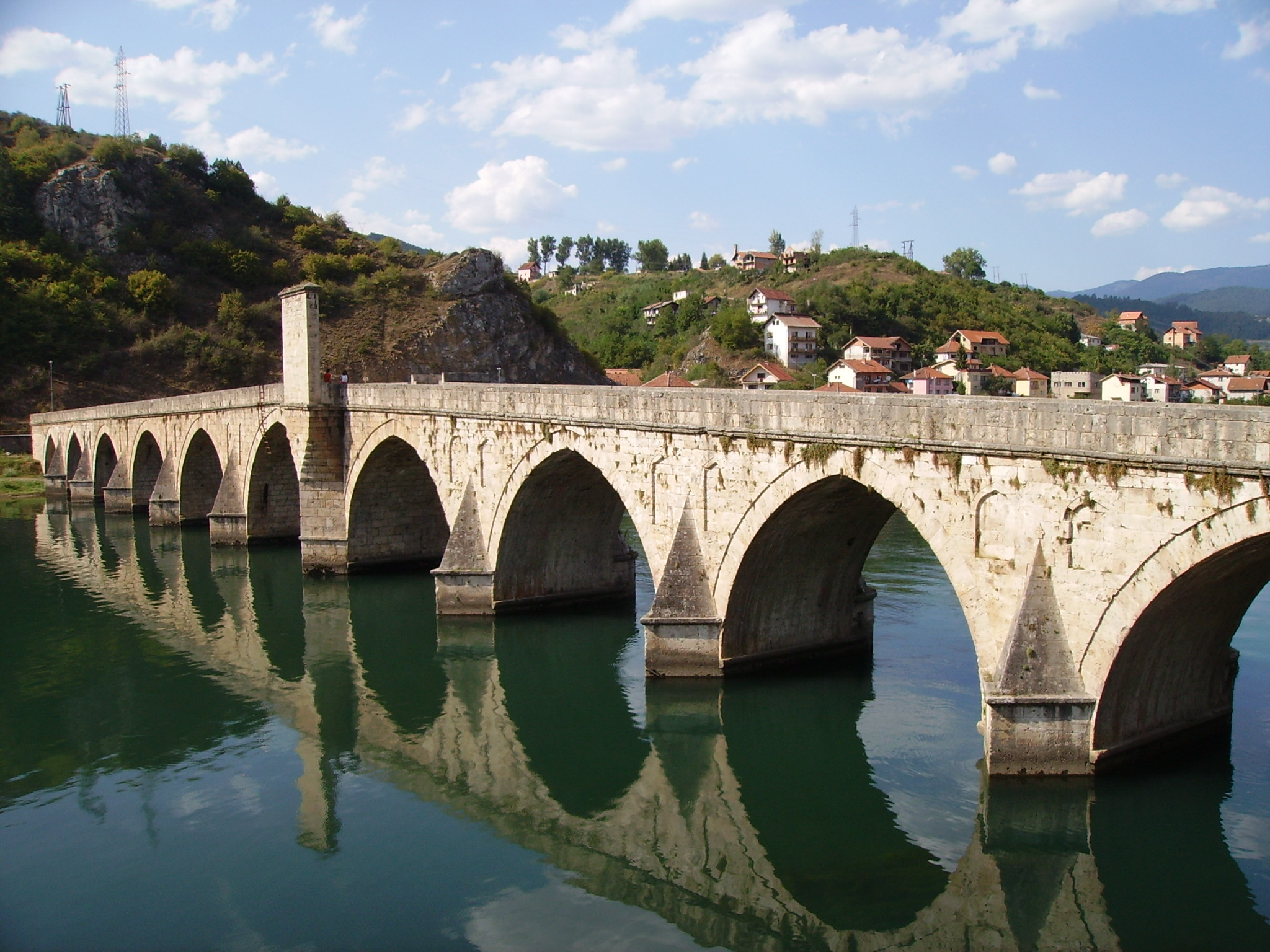
Le pont Mehmed Pacha Sokolović.

La région a sans doute profité de la construction du grand pont en 1571-1577, et des avantages commerciaux qui en ont découlé.
Des batailles des guerres serbo-turques (1876-1878) (en) se déroulent dans la région.

### Période austro-hongroise
L'élément le plus marquant reste la construction de la ligne de chemin de fer, extrêmement coûteuse, en 1903-1906, étendue en 1928 jusqu'à Belgrade.

### Période yougoslave
- Bataille de Visegrad (5/10/1943) (en)

### Histoire récente
- Massacre de Višegrad (1992)

## Localités de la municipalité de Višegrad

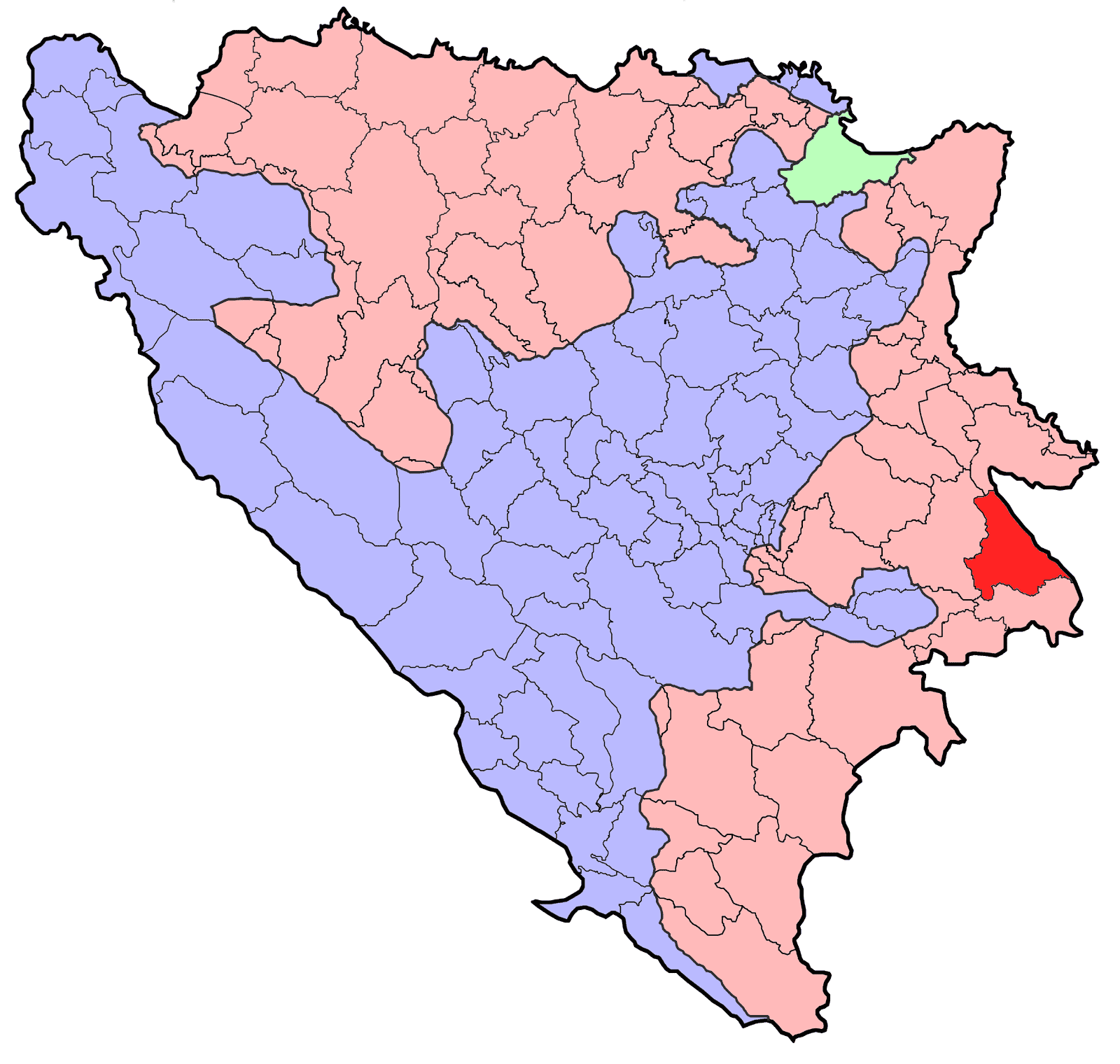
Localisation de la municipalité de Višegrad en Bosnie-Herzégovine

La municipalité de Višegrad compte 162 localités :
| - Ajdinovići - Babin Potok - Ban Polje - Barimo - Batkovica - Batkušići - Bijela - Biljezi - Bistrivode - Bjegovići - Bjeljajci - Blace - Blaž - Bodežnik - Bogdašići - Bogilice - Borovac - Brezje - Brodar - Bursići - Crijep - Crnčići - Crni Vrh - Čengići - Češalj | - Ćaćice - Dobrunska Rijeka - Donja Brštanica - Donja Crnča - Donja Jagodina - Donja Lijeska - Donje Dubovo - Donje Štitarevo - Donje Vardište - Donji Dobrun - Donji Dubovik - Dragomilje - Drina - Drinsko - Drokan - Dubočica - Dušče - Džankići - Đipi - Đurevići - Faljenovići - Gazibare - Glogova - Gornja Brštanica - Gornja Crnča | - Gornja Jagodina - Gornja Lijeska - Gornje Dubovo - Gornje Štitarevo - Gornji Dobrun - Gornji Dubovik - Granje - Greben - Hadrovići - Haluge - Hamzići - Han Brdo - Holijaci - Holijačka Luka - Hranjevac - Jablanica - Jarci - Jelačići - Jelašci - Jelići - Jezernice - Kabernik - Kamenica - Kapetanovići - Klašnik | - Klisura - Kočarim - Kopito - Koritnik - Kosovo Polje - Kragujevac - Kuka - Kupusovići - Kurtalići - Kustur Polje - Lasci - Loznica - Macute - Madžarevići - Mala Gostilja - Mangalin Han - Masali - Međeđa - Međuselje - Menzilovići - Meremišlje - Miloševići - Mirlovići - Mramorice - Mušići | - Nebogovine - Nezuci - Obravnje - Odžak - Okolišta - Okrugla - Omerovići - Oplave - Orahovci - Palež - Paočići - Pijavice - Podgorje - Poljanice - Polje - Povjestača - Pozderčići - Prelovo - Presjeka - Pretiša - Prisoje - Raonići - Repuševići - Resnik - Rijeka | - Rodić Brdo - Rohci - Rujišta - Rutenovići - Rzav - Sase - Sendići - Smriječje - Staniševac - Stolac - Stražbenice - Šeganje - Šip - Šumice - Trševine - Tupeši - Turjak - Tusta Međ - Tvrtkovići - Ubava - Uništa - Ušće Lima - Veletovo - Velika Gostilja - Velje Polje | - Velji Lug - Višegrad - Višegradska Banja - Vlahovići - Vodenice - Vučine - Zagorac - Zakrsnica - Zanožje - Zemljice - Zlatnik - Žagre - Žlijeb |

## Démographie

### Villeintra muros

#### Évolution historique de la population dans la villeintra muros
| 1948 | 1953 | 1961  | 1971  | 1981  | 1991  | 2013  |
| ---- | ---- | ----- | ----- | ----- | ----- | ----- |
| -    | -    | 3 309 | 4 866 | 5 988 | 6 902 | 5 869 |

|  |

### Municipalité

#### Évolution historique de la population dans la municipalité
| 1971   | 1981   | 1991   | 2013   |
| ------ | ------ | ------ | ------ |
| 25 389 | 23 201 | 21 199 | 11 774 |

#### Répartition de la population par nationalités dans la municipalité (1991)
En 1991, sur un total de 21 199 habitants, la population se répartissait de la manière suivante :

## Politique
À la suite des élections locales de 2012, les 21 sièges de l'assemblée municipale se répartissaient de la manière suivante :
| Parti                                                                        | Sièges |
| ---------------------------------------------------------------------------- | ------ |
| Parti démocratique serbe (SDS)                                               | 8      |
| Alliance des sociaux-démocrates indépendants (SNSD)                          | 6      |
| Parti du progrès démocratique (PDP)                                          | 2      |
| Parti d'action démocratique (SDA)                                            | 2      |
| Parti démocratique (DP)                                                      | 1      |
| République serbe progressiste, Parti radical serbe, Parti progressiste serbe | 1      |
| Alliance démocratique nationale (DNS)                                        | 1      |

Slaviša Mišković, membre du Parti démocratique serbe (SDS), a été élu maire de la municipalité.

## Culture
Depuis 1953 existe une maison de la culture, abritant une galerie d'exposition, et une troupe de danse.

## Tourisme
- Monuments nationaux de Višegrad : pont Mehmed Pacha Sokolović (1577, Sinan) à 11 arches
- Proximité : monastère de Dobrun (1343), à 12 km à l'est de Visegrad, 5 km de la frontière serbe, dans la vallée du Rzav, à 1200 m. d'altitude

Le réalisateur Emir Kusturica a entrepris la construction la ville de Andrićgrad ou Kamengrad, la « ville en pierre », près du pont Mehmed Pacha Sokolović, afin de réaliser un film Le Pont sur la Drina, d'après le chef-d'œuvre du prix Nobel de littérature Ivo Andrić. Par la suite cette ville pourrait devenir un ethno-village à vocation touristique.

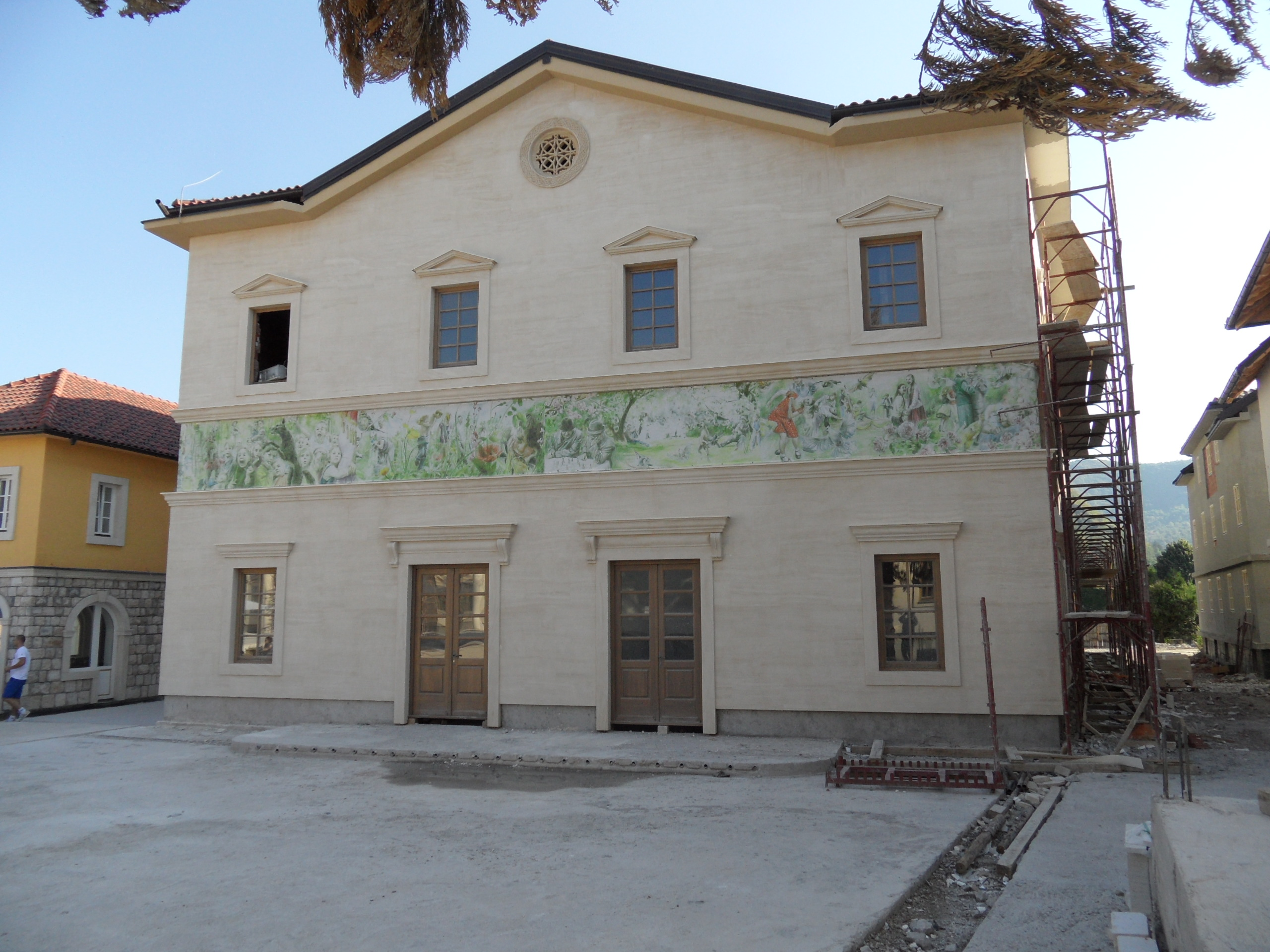
Le théâtre d'Andrićgrad

## Personnalités
- Mehmed pacha Sokolović (1505-1579), grand vizir
- Makarije Sokolović, patriarche de l'Église orthodoxe serbe de 1557 à 1571
- Ivo Andrić (1892-1975), écrivain, prix Nobel de littérature (et qui a grandi à Visegrad)
- Mehmed Baždarević (né en 1960), footballeur yougoslave, entraîneur bosno-herzégovinien
- Nedžad Branković (en) (né en 1962), Premier ministre de la fédération de Bosnie-et-Herzégovine
- Saša Stanišić (né en 1978), écrivain bosnien germanophone
- Nihad Đedović (né en 1990), joueur bosno-allemand de basket-ball